# Điện Zuihō
Điện Zuihō (瑞鳳殿 (Thụy Phượng điện)/ ずいほうでん Zuihōden) là một khu phức hợp lăng mộ của Date Masamune và những người thừa kế của ông, các daimyō của Sendai.
Điện Zuihō nằm tại thành phố Sendai, tỉnh Miyagi, Nhật Bản.

## Lịch sử
Date Masamune, được biết đến với danh hiệu 'Độc Nhãn Long' (独眼竜), là người sáng lập phiên Sendai, qua đời năm 1636; điện Zuihō đã được xây dựng vào năm sau đó theo di ngôn của ông. Một số daimyō và các thành viên khác của gia tộc Date cũng được chôn cất trong khu lăng mộ này. Hầu hết các di tích đã bị phá hủy bởi bom và hỏa hoạn sau đó vào năm 1945; về sau, nó đã được xây dựng lại theo phong cách Momoyama ban đầu.

## Di tích

### Điện Zuihō
Điện Zuihō (瑞鳳殿 Zuihōden)  được xây dựng cho Date Masamune (1567-1636), daimyō sáng lập của phiên Sendai. Được công nhận là quốc bảo (国宝) của Nhật Bản vào năm 1931, bị phá hủy vào năm 1945, được xây dựng lại vào năm 1979 và được sửa chữa vào năm 2001 để gần giống với lăng mộ ban đầu hơn.

### Điện Kansen
Điện Kansen (感仙殿 (Cảm Tiên điện) Kansenden) được xây dựng cho Date Tadamune (1599-1658), daimyō thứ hai của phiên Sendai. Được công nhận là quốc bảo vào năm 1931, bị phá hủy vào năm 1945 và được xây dựng lại vào năm 1985.

### Điện Zennō
Điện Zennō (善応殿 (Thiện  Ứng điện) Zennōden)  được xây dựng cho Date Tsunamune (1640-1711), daimyō thứ ba của phiên Sendai. Bị phá hủy vào năm 1945, được xây dựng lại vào năm 1985 và được sửa chữa vào năm 2007.

### Miếu Myōnkai
Miếu Myōnkai (妙雲界廟 (Diệu Vân Giới miếu) Myōnkaibyō) là nơi đặt stelai được dựng lên cho Date Chikamune, daimyō thứ chín và Date Nariyoshi, daimyō thứ mười một của phiên Sendai.

### Miếu Oko-sama
Một số người con của các lãnh chúa Date được chôn cất tại Miếu Oko-sama (御子様御廟 (Ngự Tử dạng ngự miếu) Okosamagobyō).

## Viện bảo tàng
Các vật phẩm được tìm thấy từ các cuộc khai quận Điện Kansen và Điện Zenō được đặt tại Bảo tàng Zuihōden (資料館) trước khi tái thiết sau vụ đánh bom năm 1945.